# Laudenbach (Unterfranken)

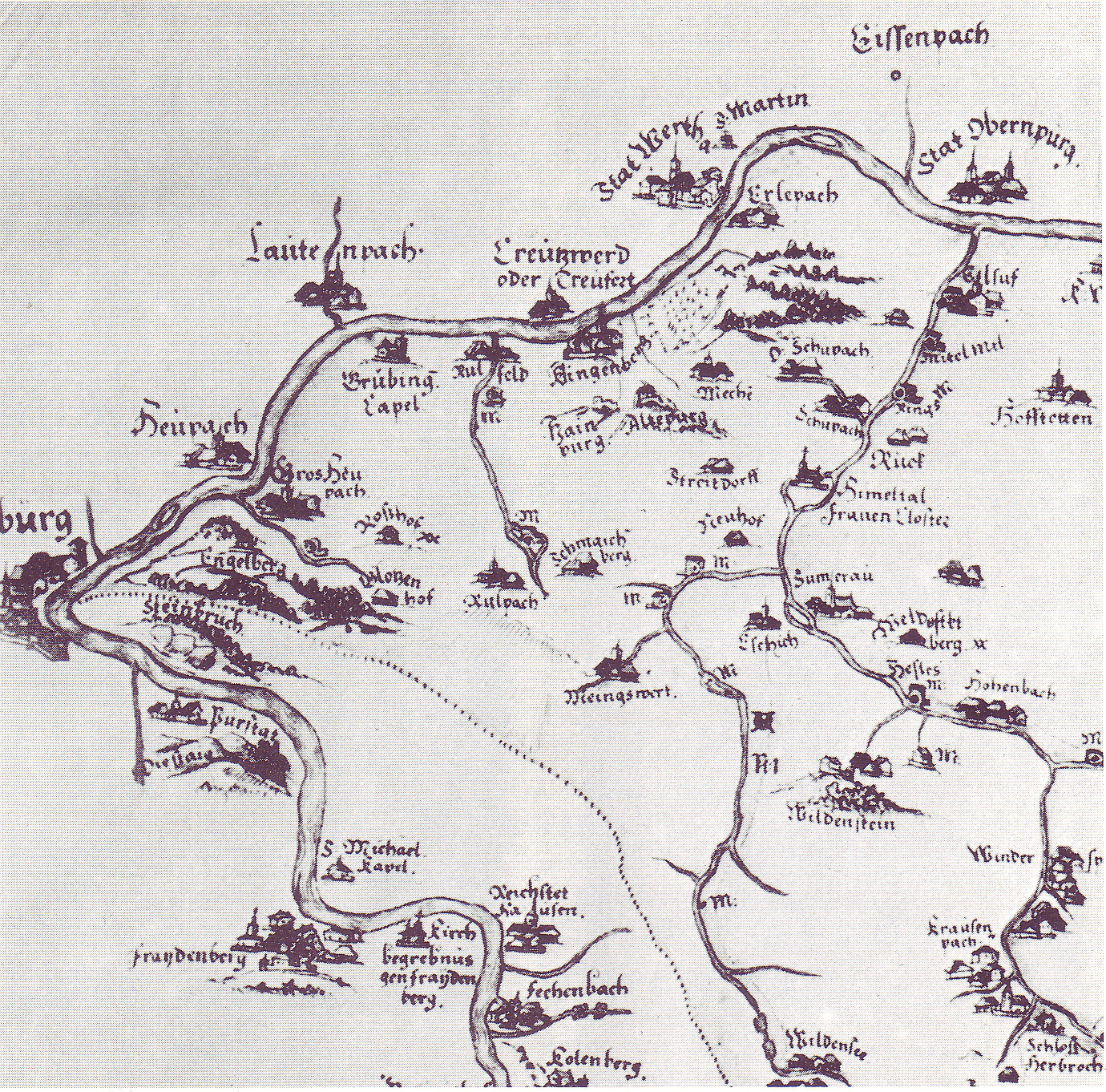
Laudenbach in der Spessartkarte von Paul Pfinzing von 1594 (Norden ist rechts)

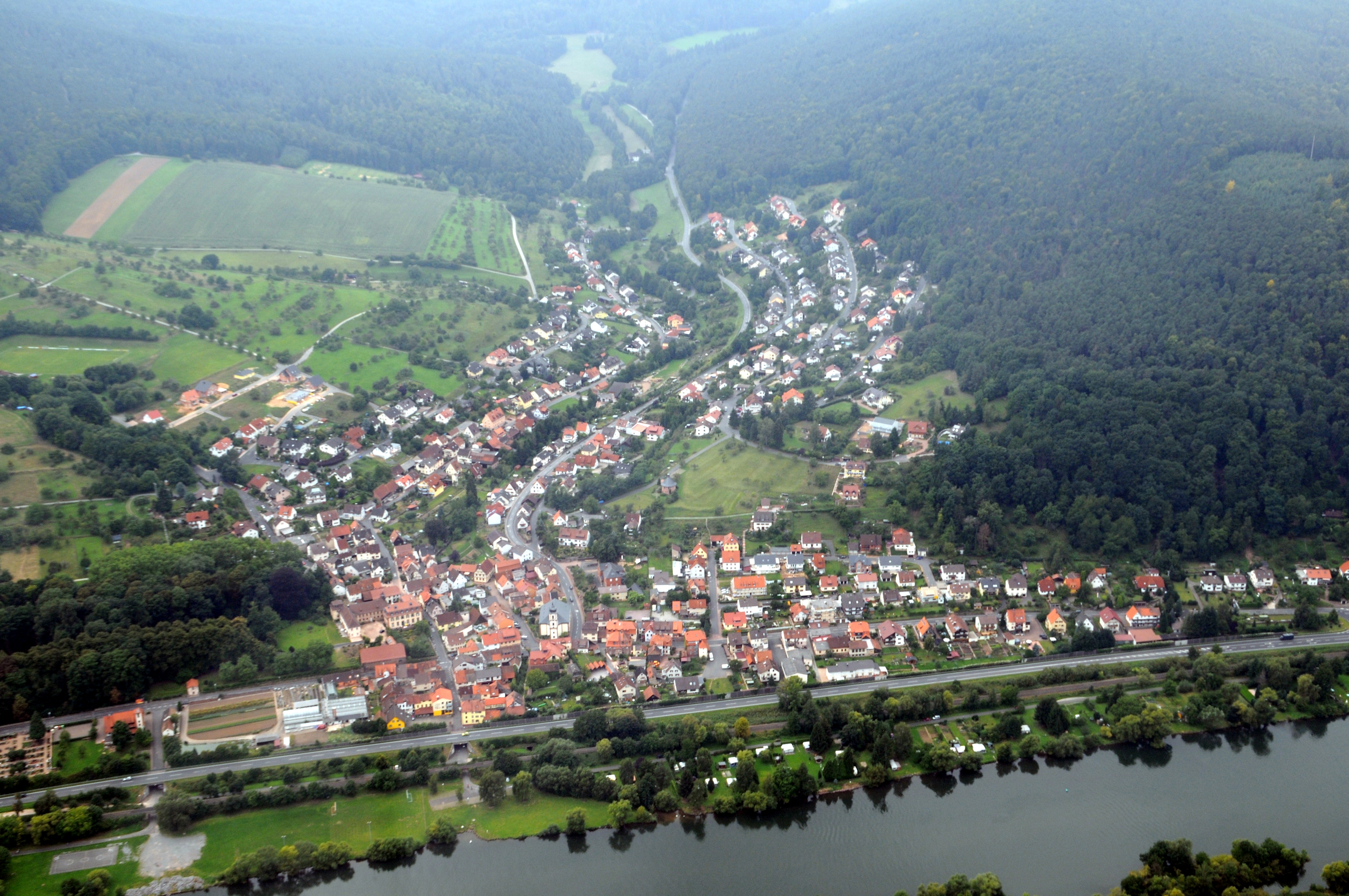
Luftbild 2008

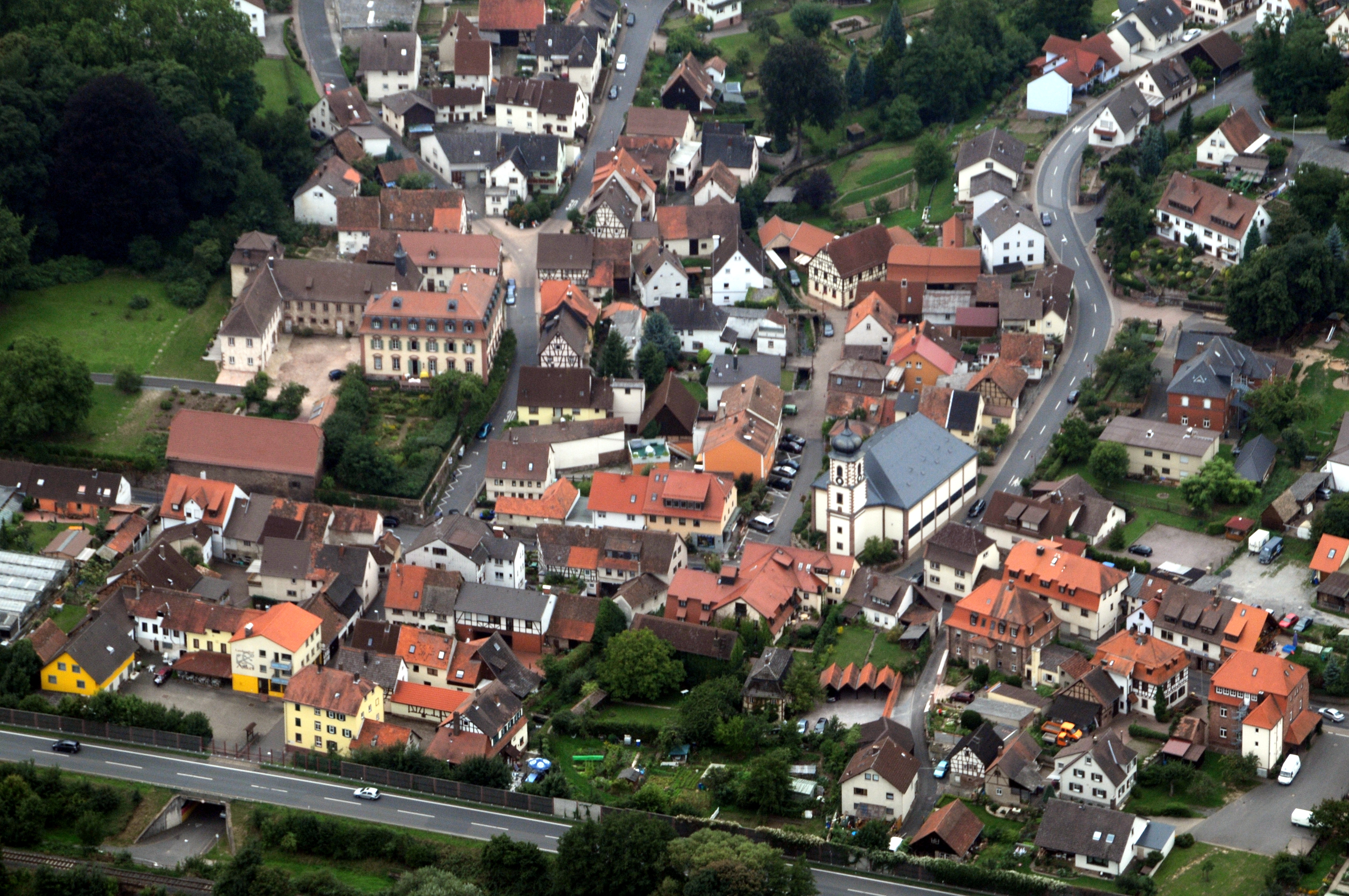
Ortszentrum, Luftbild 2008

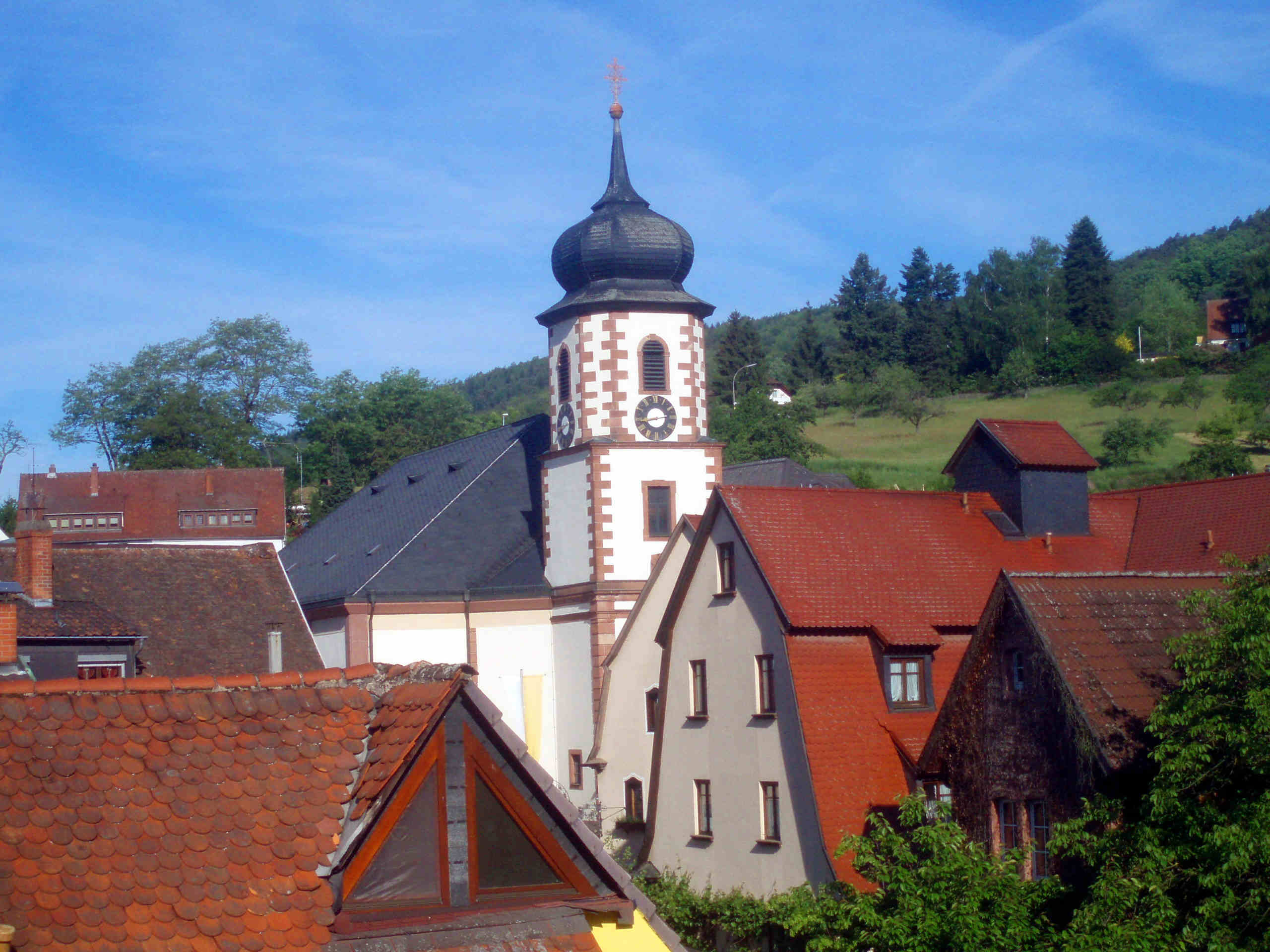
Blick zur Kirche

Laudenbach ist eine Gemeinde im unterfränkischen Landkreis Miltenberg.

## Geografie

### Geografische Lage
Laudenbach liegt direkt am westlichen Ufer des bayerischen Untermains zwischen Miltenberg und Obernburg und grenzt an den Odenwald.
An das Straßenverkehrsnetz ist der Ort gut über die B 469 angeschlossen, das Zentrum des Rhein-Main-Gebietes kann per Auto und Bahn schnell erreicht werden.
Der topographisch höchste Punkt der Gemeindegemarkung befindet sich mit 413 m ü. NHN am Berg „Auf der Höhe“, südlich von Laudenbach, der niedrigste liegt im Main auf 120,5 m ü. NHN.

### Gemeindegliederung
Außer dem Hauptort gibt es keine weiteren Gemeindeteile.

### Nachbargemeinden
Die Gemarkung von Laudenbach stößt nördlich (mainabwärts) an die Nachbargemeinde Klingenberg am Main, mit dem Ortsteil Trennfurt und auf der anderen Mainseite an die Wüstung Grubingen, östlich an den Main und die Gemarkung von Großheubach, mainaufwärts (südlich) an Kleinheubach und im Westen an das Bundesland Hessen mit Michelstadt und der Gemarkung des Ortsteiles Vielbrunn. Mit dem Odenwald ist Laudenbach über eine Kreisstraße und die Weiler Brunnthal und Bremhof verbunden.

## Name

### Etymologie
Seinen Namen hat Laudenbach vom gleichnamigen Laudenbach, der im Ort in den Main mündet.

### Frühere Schreibweisen
Frühere Schreibweisen des Ortes aus diversen historischen Karten und Urkunden:
| - 1133 Lůtenbach - 1144 Lutenbach - 1212 Ludenbach - 1248 Lůtinbach | - 1252 Lutinbach - 1291 Lutenbach - 1315 Laudenbach - 1542 Lautenbach - 1625 Laudenbach |

## Geschichte
Seit 1315 war Laudenbach im Besitz der Reichsfreiherren von Fechenbach. Im Zuge der Neugliederung Deutschlands unter Napoleon kam der Ort 1810 zum Großherzogtum Hessen. Mit Vertrag vom 29. Januar 1817 gelangte Laudenbach zusammen mit den Orten Umpfenbach, Windischbuchen und Reichartshausen im Tausch gegen Dorndiel, Mosbach und Radheim vom Großherzogtum Hessen an das Königreich Bayern. Im Jahr 1862 wurde das Bezirksamt Miltenberg gebildet, auf dessen Verwaltungsgebiet Laudenbach lag. Wie überall im Deutschen Reich wurde 1939 die Bezeichnung Landkreis eingeführt. Laudenbach war nun eine der 31 Gemeinden im Altkreis Miltenberg. Dieser schloss sich am 1. Juli 1972 mit dem Landkreis Obernburg am Main zum neuen Landkreis Miltenberg zusammen.

### Eingemeindungen
Der zu Vielbrunn (Stadtteil von Michelstadt) gehörende, aber näher zu Laudenbach liegende, Weiler Brunnthal in Hessen, wird von Laudenbach aus mitverwaltet.

### Einwohnerentwicklung
Es gibt eine leichte Zunahme der Einwohnerzahl in den letzten Jahren, die vor allem auf die Erschließung neuer Baugebiete (z. B. Sommerberg II, Bocksberg) zurückzuführen ist.
Im Zeitraum 1988 bis 2018 stieg die Einwohnerzahl von 1249 auf 1454 um 205 Einwohner bzw. um 16,4 %.
Quelle: BayLfStat

## Politik

### Bürgermeister
Stefan Distler (Die Unabhängigen) ist seit 1. Mai 2020 Erster Bürgermeister. Dessen Vorgänger war Bernd Klein (Freie Wähler), im Amt von Mai 2008 bis April 2020.
| Sitzverteilung Gemeinderat 2014Insgesamt 12 Sitze - SPD: 3 - CSU: 4 - FWG: 5 | Parteien und Wählergemeinschaften | Parteien und Wählergemeinschaften  | % 2014 | Sitze 2014 | % 2008  | Sitze 2008 |
| Sitzverteilung Gemeinderat 2014Insgesamt 12 Sitze - SPD: 3 - CSU: 4 - FWG: 5 | SPD                               | SPD Bayern                         | 21,7   | 3          | 18,08   | 2          |
| Sitzverteilung Gemeinderat 2014Insgesamt 12 Sitze - SPD: 3 - CSU: 4 - FWG: 5 | CSU                               | Christlich-Soziale Union in Bayern | 32,9   | 4          | 36,89   | 4          |
| Sitzverteilung Gemeinderat 2014Insgesamt 12 Sitze - SPD: 3 - CSU: 4 - FWG: 5 | FWG                               | Freie Wählergruppe                 | 45,4   | 5          | 45,03   | 6          |
| Sitzverteilung Gemeinderat 2014Insgesamt 12 Sitze - SPD: 3 - CSU: 4 - FWG: 5 | gesamt                            | gesamt                             | 100,0  | 12         | 100,0   | 12         |
| Sitzverteilung Gemeinderat 2014Insgesamt 12 Sitze - SPD: 3 - CSU: 4 - FWG: 5 | Wahlbeteiligung in %              | Wahlbeteiligung in %               | 70,9 % | 70,9 %     | 76,04 % | 76,04 %    |

### Wappen
| Wappen von Laudenbach (Unterfranken) | Blasonierung: „Schräglinks geteilt durch einen blauen Wellenbalken; oben fünfmal geteilt von Gold und Rot, unten in Silber ein gekrümmtes schwarzes Bockshorn.“ |
| Wappen von Laudenbach (Unterfranken) | Wappengeschichte: Der Wellenbalken steht redend für den Ortsnamen, der sich von dem gleichnamigen Fluss ableitet. Die fünfmalige Teilung von Gold und Rot ist in geminderter Form dem Wappen der Grafen von Rieneck entnommen. Sie verkauften ihren Besitz in Laudenbach 1315 an die Freiherren von Fechenbach, die den Ort 1385 den Grafen wiederum zu Lehen auftrugen. Nach deren Aussterben 1559 kam der Ort an den Kurstaat Mainz. Die Freiherren von Fechenbach sind 1892 im Mannesstamm erloschen. Das schwarze gekrümmte Bockshorn in silbernem Feld ist ihrem Wappen entnommen und erinnert an ihre Herrschaft in Laudenbach. Dieses Wappen wird seit 1970 geführt. |

## Infrastruktur

### Verkehr
Der Haltepunkt Laudenbach (b Kleinheubach) liegt an der Bahnstrecke Aschaffenburg–Miltenberg.
Am östlichen Ortsrand von Laudenbach verläuft die Bundesstraße 469 und die Kreisstraße MIL 3 führt Richtung Westen in den Odenwald nach Vielbrunn. Der nächste Autobahnanschluss 57 (Kreuz Stockstadt am Main) der Bundesautobahn 3 ist über die B 469 ca. 31 km entfernt.

### Radfernwege
Durch den Ort entlang des Mains führen folgende Radwanderwege:
- Der Deutsche Limes-Radweg führt von Bad Hönningen durch Westerwald, Taunus und Odenwald zum 818 Kilometer entfernten Regensburg und orientiert sich dabei am historischen  Verlauf des Obergermanisch-Raetischen Limes.
- Der Main-Radweg führt von den beiden Quellen des Mains entlang des Flusses bis zu dessen Mündung in den Rhein bei Mainz. Er hat eine Gesamtlänge von etwa 600 Kilometern.
- Die D-Route D5 (Saar-Mosel-Main) führt über 1.021 Kilometer von Saarbrücken über Trier, Koblenz, Mainz, Frankfurt am Main, Würzburg und Bayreuth bis zur tschechischen Grenze.
- Der 225 km lange 3-Länder-Radweg führt als Rundweg durch das Dreiländereck von Hessen, Baden-Württemberg und Bayern. Entlang von Mümling, Neckar und Main erkundet die Route den Odenwald.

### Öffentliche Einrichtungen
- Die Mittelschule Kleinheubach unterhält in Laudenbach eine Außenstelle für den Primärbereich.
- Die Kindertagesstätte Karolusheim.

## Kultur und Sehenswürdigkeiten

### Musik
- Musikverein Harmonie
- Sängerlust Laudenbach
- INTAKT – der Chor

### Vereine
- Freiwillige Feuerwehr
- Heimat- und Geschichtsverein
- Turnverein
- Angelsportverein ASV Laudenbach am Maintalradweg
- Motorradclub
- Fußballverein Kickers 1949 Laudenbach
- Bogenschützenverein

### Bauwerke

#### Schloss Laudenbach

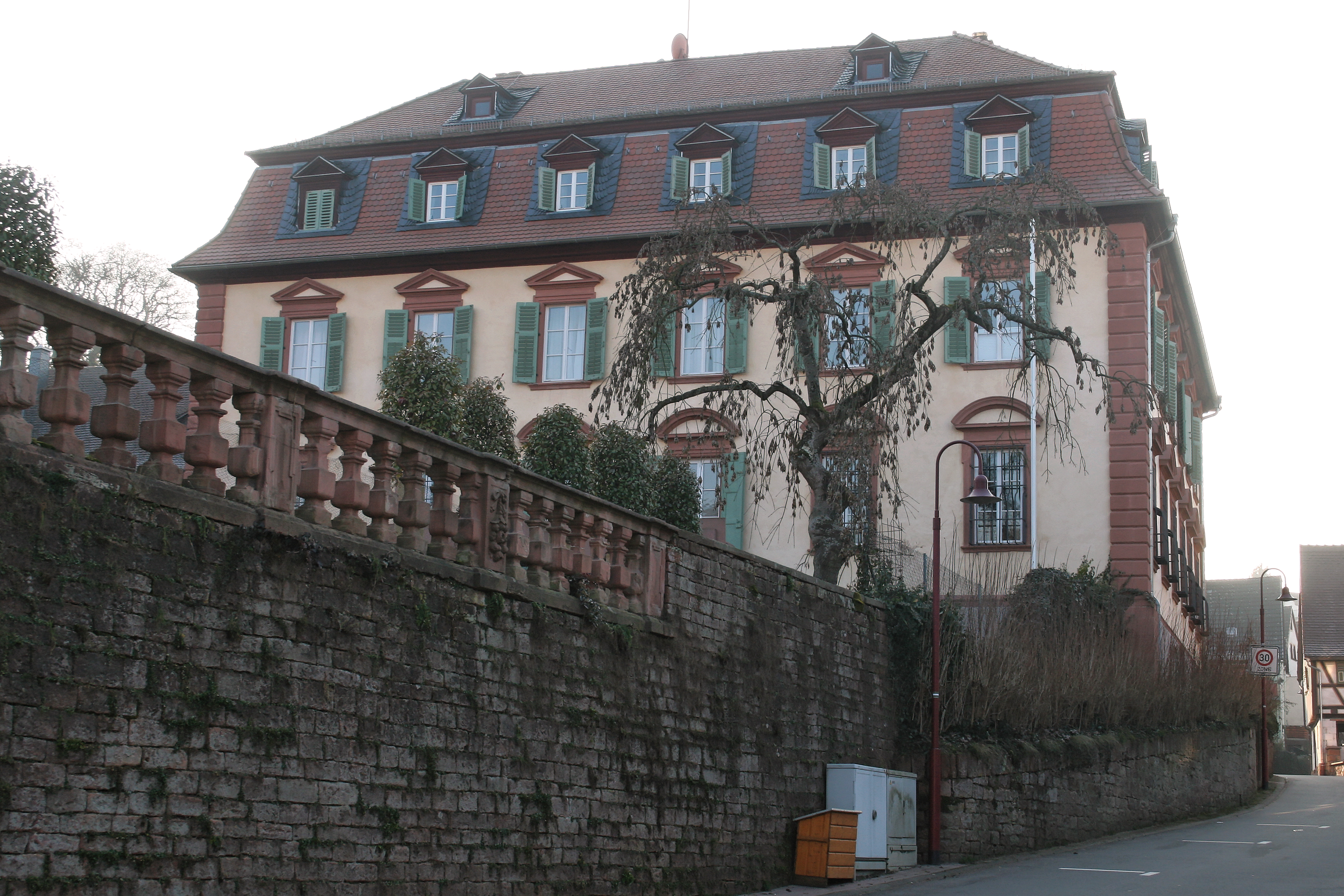
Schloss Laudenbach

Über 600 Jahre waren die Reichsfreiherren von Fechenbach Orts- und später Schlossherren. Die Witwe des Feldmarschall-Leutnants Reichart von Fechenbach, Josepha geb. von Eyb, ließ das heutige Barockschloss zwischen 1717 und 1747 erbauen. Das Hauptgebäude besteht aus zwei rechtwinklig zusammenstoßenden zweigeschossigen Flügeln. Die Schlosskapelle ließ 1755 der spätere Titularbischof von Taenarum Johann Philipp Karl von Fechenbach errichten. Der Schlosskomplex liegt in einem malerischen Park mit seltenen Bäumen. Von 1923 bis 2001 war das Schloss als Erbe im Besitz der Freiherren von und zu Aufseß. 2002 erwarb Aloys-Konstantin Fürst zu Löwenstein-Wertheim-Rosenberg aus Kleinheubach das Schloss als Wohnsitz für seinen Sohn, Erbprinz Carl Friedrich (1966–2010), dessen Familie es bis heute bewohnt.

### Parks
- Schlosspark Laudenbach

### Naturdenkmäler
- Mammutbaum im Schlosspark

### Regelmäßige Veranstaltungen
- Pfarr- und Kindergartenfest im Sommer
- Mainuferfest des Fußballvereins im Sommer
- Johannisfeuer des Gesangvereins
- Maifeier des Musikvereins
- Brunnenfest des Turnvereins
- Anlassfahrt und Abschlussfahrt des Motorradclubs
- Theaterveranstaltung der Theater Truppe Laudenbach seit mittlerweile weit über 40 Jahren. Meist im April/Mai

### Bildung
Grund- und Hauptschule innerhalb des Schulverbands Kleinheubach/Laudenbach/Rüdenau

## Kurioses
Waren die Breitendieler die „Hasenbäuerli“, so waren die Laudenbacher die „Kröpfer“. Eine besonders beliebte Haustaubenrasse bei den Taubenzüchtern waren die Brünner Kröpfer. Später kamen dann die Reisetauben hinzu, man bildete Schlaggemeinschaften und erzielte Preise, Auszeichnungen und Trophäen. Den Spitznamen bzw. Ortsnecknamen hatten die „Laudenbacher Kröpfer“ schon lange von ihren Nachbarorten erhalten.

## Söhne und Töchter der Gemeinde
- Franz Ignatz Uhrig (* 1. März 1820 in Laudenbach; † 9. Februar 1861 in St. Louis), Brauer und Gastronom in St. Louis
- Franz Joseph Uhrig (* 2. Juli 1808 in Laudenbach; † 2. Juli 1874), älterer Bruder von Ignatz, Transportunternehmer, Brauer und Gastronom in St. Louis